# Хабихтсвалд
Хабихтсвалд (њем. Habichtswald) општина је у њемачкој савезној држави Хесен. Једно је од 29 општинских средишта округа Касел. Према процјени из 2010. у општини је живјело 5.151 становника. Посједује регионалну шифру (AGS) 6633011.

## Географски и демографски подаци
Хабихтсвалд се налази у савезној држави Хесен у округу Касел. Општина се налази на надморској висини од 348 метара. Површина општине износи 28,2 km². У самом мјесту је, према процјени из 2010. године, живјело 5.151 становника. Просјечна густина становништва износи 183 становника/km².